# ليف مانوفيتش
ليف مانوفيتش (بالإنجليزية: Lev Manovich)‏ هو مؤلف كتب عن نظرية الإعلام الجديد وأستاذ علوم الحاسوب في جامعة مدينة نيويورك وأستاذ زائر في كلية الدراسات الأوروبية في ساس-في، سويسرا. يركز البحث والتدريس عند مانوفيتش على العلوم الإنسانية الرقمية والحوسبة الاجتماعية وفن الوسائط الجديدة ونظريتها ودراسات البرمجيات.
تُرجم أحد أعماله لغة وسائل الإعلام الجديدة إلى ثلاث عشرة لغة. نُشر أحدث كتاب أكاديمي لمانوفيتش بعنوان البرمجيات تستلم القيادة عام 2013 من قبل دار بلومزبري، وأُصدرت مسودة العمل السابقة تحت رخصة المشاع الإبداعي.
وُصف مختبر أبحاثه، مختبر التحليلات الثقافية (الذي يطلق عليه مبادرة دراسات البرمجيات 2007-2016) في تقرير لأسوشيتيد برس بأنه المحاولة الأولى للتحليل الحسابي لمجموعات ضخمة من الصور والفيديو (التحليلات الثقافية). كُلف مختبره بإنشاء تصورات لمجموعات البيانات الثقافية لصالح غوغل ومكتبة نيويورك العامة ومتحف الفن الحديث في نيويورك.

## سيرة شخصية
ولد مانوفيتش في موسكو، الاتحاد السوفيتي. درس الرسم والهندسة المعمارية وعلوم الحاسوب والسميوطيقيا. بعد أن أمضى عدة سنوات في ممارسة الفنون الجميلة، انتقل إلى نيويورك عام 1981. تحولت اهتماماته من الصورة الثابتة والمساحة ثلاثية الأبعاد المادية إلى الفضاء الافتراضي ونقل الصور واستخدام الحواسيب في الإعلام. أثناء وجوده في نيويورك، حصل على درجة الماجستير في علم النفس التجريبي (جامعة نيويورك 1988)، وعمل أيضًا بصورة احترافية في الرسوم المتحركة ثلاثية الأبعاد على الحاسوب من عام 1984 إلى عام 1992، ثم حصل على الدكتوراه في الدراسات البصرية والثقافية من جامعة روتشستر 1993، تحت إشراف ميك بال. تتعقب أطروحة الدكتوراه التي قدمها بعنوان هندسة الرؤية من البنائية إلى الحواسيب أصول الحاسوب في الإعلام، وربطها بالطليعية في عشرينيات القرن العشرين.
يعمل مانوفيتش في الإعلام الحاسوبي كفنان ورسام على الحاسوب ومصمم ومبرمج منذ عام 1984. تشمل مشاريعه الفنية ليتيل موفيز، أول مشروع فيلم رقمي مصمم للويب 1994-1997، وفرويد ليزيتسكي نافيغيتور، وهو برنامج مفاهيمي للتنقل عبر تاريخ القرن العشرين 1999، وآنا وأندي، وهي رواية صورية 2000. يُعرف مانوفيتش أيضًا بمقالاته المتبصرة، بما في ذلك مقال بعنوان «الوسائط الجديدة من بورغيس إلى أتش تي إم إل» (2001) ومقال آخر بعنوان «قاعدة البيانات بصفتها نموذجًا رمزيًا» 1998. في المقال الأخير، يشرح الأسباب الكامنة وراء شعبية قواعد البيانات، بينما يضيفها إلى مفاهيم مثل الخوارزميات والسرد. أدرِجت أعماله في العديد من المعارض الدولية الرئيسية للفن الإعلامي الجديد. في عام 2002، قدم مانوفيتش في معهد الفنون المعاصرة في لندن عرضًا لمجمل أعماله تحت عنوان «ليف مانوفيتش: مغامرات السينما الرقمية».
يدرس مانوفيتش الفن الإعلامي الجديد منذ عام 1992. عمل أيضًا أستاذًا زائرًا في معهد كاليفورنيا للفنون وجامعة كاليفورنيا وجامعة أمستردام وجامعة ستوكهولم وجامعة الفن والتصميم في هلسنكي. في عام 1993، أسس طلاب دروسه في صناعة الأفلام الرقمية في مختبر جامعة كاليفورنيا للإعلام الجديد الجمعية ما بعد السينمائية التي نظمت بعض المهرجانات السينمائية الأولى بناءً على أفكاره حول الإعلام الجديد مثل سينما قاعدة البيانات.
في عام 2007، أسس مانوفيتش مبادرة دراسات البرمجيات الخاصة بمختبر الأبحاث، والتي تعمل تحت اسم مختبر التحليلات الثقافية منذ عام 2016.
في 8 نوفمبر 2012، أعلن أن مانوفيتش سينضم لأعضاء هيئة التدريس في مركز الدراسات العليا، جامعة مدينة نيويورك في يناير 2013، بهدف تعزيز المبادرات الرقمية لكليات الدراسات العليا.